# ブラックホーク・ダウン
『ブラックホーク・ダウン』（Black Hawk Down）は、2001年のアメリカの戦争映画。監督はリドリー・スコット、プロデューサーはジェリー・ブラッカイマー、主演はジョシュ・ハートネット。実際にソマリアでおこった凄絶な「モガディシュの戦闘」（米軍を中心とする多国籍軍とゲリラとの市街戦）を描いている。
作品には、劇場公開版と、これに7分半の映像を加えた完全版「スペシャル・エクステンデッド・カット」がある。
「ブラックホーク」とは、米軍の汎用ヘリコプターUH-60 ブラックホークの強襲型、「MH-60L ブラックホーク」の事である。キャッチコピーは「あなたはこの戦争に言葉を失う。しかし、知るべき時が来た。」

## 概要
本作はソマリア内戦への超大国による介入とその失敗を描いたノンフィクション小説『ブラックホーク・ダウン アメリカ最強特殊部隊の戦闘記録』（マーク・ボウデン著、日本版は伏見威蕃訳・早川書房刊）を映画化したものである。

## あらすじ
1993年、国際世論におされた米軍は、民族紛争の続くソマリアへ派兵し、最大勢力ババルギディル族を率いて和平に反対するアイディード将軍派への特殊作戦を開始する。その中で、アイディードの副官2名を捕らえるため、レンジャー、デルタフォース、第160特殊作戦航空連隊ナイトストーカーズなどで構成された約100名の特殊部隊を首都モガディシュへ強襲させる作戦を行った。当初、作戦は30分足らずで終了する予定であった。
10月3日午後3時42分、強襲部隊は、UH-60 ブラックホークとMH-6 リトルバード等の16機で構成されたヘリ部隊により、標的がいると思われるオリンピック・ホテル周辺に降下し、標的の副官2名を含むアイディードの幹部十数名の拘束に成功。ハンヴィーなどで構成された地上部隊とも合流し、あとは撤収を残すだけとなった。
だが、アイディード将軍派の民兵の放ったRPG-7により、ナイトストーカーズのブラックホーク2機「スーパー61」「スーパー64」が撃墜されてしまう。「仲間は決して見捨てない」をモットーとする米軍は、機内に残されている生存者を救うため、作戦変更を余儀なくされる。非常に高い戦闘技術を持ち、ヘリからの航空支援も受ける米軍部隊だが、損害を顧みず次々と現れては襲ってくる民兵を相手にするうちに、徐々に死傷者を増やしていく。
墜落地点がふたつ存在するための混同や、戦闘指揮所からの指令が移動する車両部隊に届くまでののタイムラグなどによる混乱も発生。地上の米軍部隊は、捕虜も乗せた車両部隊と徒歩で移動する部隊に分かれて墜落地点へ向かうが、車両部隊は、民兵の攻撃やバリケードなどにより移動を妨害され、死傷者の増加により、一時撤退を余儀なくされる。デルタフォースとレンジャー隊員で構成された徒歩の救援部隊も、「スーパー61」墜落地点付近に到達したものの民兵に包囲されて身動きが取れなくなる。レンジャー部隊は負傷者多数となったため、デルタフォースの“フート”ギブソンは、レンジャーの中からマット・エヴァーズマンを借りて他のデルタ隊員と共に、まだ救援が来ない「スーパー64」墜落地点へと向かう。
一方、上空で援護していたブラックホーク「スーパー62」に搭乗していたデルタフォース隊員ランディ・シュガートとゲーリー・ゴードンは、仲間を救うために「スーパー64」墜落地点へ降下する許可を要請。ウィリアム・F・ガリソンは、降下させた後に回収のためヘリを着陸させるのは危険すぎ、さらに地上部隊の到着もいつになるかわからないため認めないが、それでも2人は繰り返し許可を求める。そしてとうとう許可を得て、救援到着がいつになるか判らないのを知りつつ降下。墜落した「スーパー64」の中で負傷により身動きが取れなくなっていたパイロットのマイク・デュラントを引きずり出す。だが大挙して押し寄せてくる民兵の前に、善戦虚しくシュガートとゴードンは戦死、デュラントは捕虜となってしまう。フートらの部隊が「スーパー64」墜落地点に到着したときには遅すぎ、デュラントは連れ去られ、味方の遺体もなくなっていた。フートはヘリを爆破処分してから、「スーパー61」墜落地点のレンジャーのもとに戻って合流する。
捕虜のアイディード幹部らを載せて一時基地へ撤退した車両部隊は、再編成を行い強化した部隊で救出へ出発する。その中には、手を骨折したため今回の任務を外されていた者、先ほどまでの銃撃戦に恐怖を覚えて弱音を吐いたが、それでも勇気を振り絞って再出撃に加わった者もいた。
一方、捕虜になったデュラントに対しひとりのソマリア民兵は、アイディードを排除してもソマリアがアメリカ式民主主義をすんなり受け入れるわけがない、ここでは戦いこそが交渉だと語っていた。
やがて敵中で身動きができなくなっていた米地上部隊のもとに、ガリソンが呼び出した米第10山岳師団、マレーシア軍、パキスタン軍などで編成された、戦車を含む国連部隊が救援に来る。ガリソンは「誰一人残すな」と、ヘリの中で残骸に挟まれ搬出が困難になっていた米軍兵士の遺体も収容させる。それが終わる頃には夜が明けていた。
やがて遺体の収容と部隊の合流が終わったが、装甲車両の搭載容量に空きがないため、一部の米レンジャー部隊兵士は国連軍装甲車の後ろを徒歩でついていくことになる。だが装甲車は、後ろに味方歩兵がいるのを忘れたのか戦闘地域を抜け出したい一心からか、どんどん速度を上げて走り去ってしまう。置いて行かれたレンジャー部隊だがひたすら自らの足で走り続けて戦闘地域を脱出。やがて先ほどとまでは打って変わっての、反アイディード派民間人の歓声による歓迎を受けつつ、国連軍が拠点としているパキスタン・スタジアムへと無事に辿りついた。
ようやく安全な場所に到達し、疲れ切ったエヴァーズマンに対し、フートは「国に帰ると、なんで戦場に行くのかと良く聞かれる。『戦争が好きなのか？』と。だが奴らには絶対わかりはしない」と、自分が国のためでも名誉のためでもなく、仲間のために戦っているということを語りながら、発見されていない、あるいは奪われた味方の遺体を取り戻すための再出撃の準備を行っていた。
エンドロールでは、シュガートとゴードンの2名に名誉勲章が授与されたこと、11日後にデュラントが釈放されたこと、クリントン大統領（当時）が2週間後にソマリアからデルタフォースとレンジャーを撤退させたことなどの顛末が語られ、この作戦で戦死した米軍兵士19名の名前が挙げられている。

## 出演
| 役名                                                          | 俳優                         | 日本語吹替                            | 日本語吹替       |
| 役名                                                          | 俳優                         | ソフト版                              | テレビ東京版     |
| ------------------------------------------------------------- | ---------------------------- | ------------------------------------- | ---------------- |
| レンジャー第4チョーク班長マット・エヴァーズマン二等軍曹       | ジョシュ・ハートネット       | 竹若拓磨                              | 平田広明         |
| 同ジョン・グライムズ特技下士官                                | ユアン・マクレガー           | 森川智之                              | 森川智之         |
| 車輌部隊指揮官ダニー・マクナイト中佐                          | トム・サイズモア             | 岩崎ひろし                            | 立木文彦         |
| デルタフォースの古参兵 ノーマン"フート"ギブソン一等軍曹       | エリック・バナ               | 山野井仁                              | 山路和弘         |
| 同上ジェフ・サンダーソン一等軍曹                              | ウィリアム・フィクナー       | 牛山茂                                | 大塚芳忠         |
| 前線基地司令官ウィリアム・F・ガリソン少将                     | サム・シェパード             | 有本欽隆                              | 津嘉山正種       |
| レンジャー隊員トッド・ブラックバーン上等兵                    | オーランド・ブルーム         | 川村拓央                              | 平川大輔         |
| ショーン・ネルソン特技下士官                                  | ユエン・ブレムナー           | 青山穣                                | 檀臣幸           |
| ランス・トゥオンブリー特技下士官                              | トム・ハーディ               | 佐藤晴男                              | 坪井智浩         |
| スーパー64 パイロット マイク・デュラント准尉                  | ロン・エルダード             | 木村雅史                              | 成田剣           |
| スーパー61 パイロット、クリフ・"エルヴィス"・ウォルコット准尉 | ジェレミー・ピヴェン         |                                       | 中博史           |
| スーパー61 パイロット、マイク・ゴフィーナ准尉                 | ボイド・ケストナー           |                                       | 吉田孝           |
| カート・シュミッド衛生兵                                      | ヒュー・ダンシー             | 斉藤次郎                              | 加瀬康之         |
| ジョン・ビールズ中尉                                          | ヨアン・グリフィズ           | 飯島肇                                | 登場シーンカット |
| ジェフ・ストルッカー二等軍曹                                  | ブライアン・ヴァン・ホルト   |                                       | 根本泰彦         |
| ジョン・ワッデル二等兵                                        | イアン・ヴァーゴ             | 原沢勝広                              | 高瀬右光         |
| スコット・ギャレンタイン三等軍曹                              | グレゴリー・スポールダー     |                                       | 咲野俊介         |
| ロレンゾ・ルイス三等軍曹                                      | エンリケ・ムルシアーノ       |                                       | 土田大           |
| レンジャー地上部隊指揮官 マイク・スティール大尉               | ジェイソン・アイザックス     | 石住昭彦                              | 菅生隆之         |
| デルタフォースの狙撃兵 ランディ・シュガート一等軍曹           | ジョニー・ストロング         | 川中子雅人                            |                  |
| 同上ゲイリー・ゴードン曹長                                    | ニコライ・コスター＝ワルドー | 清水敏孝                              | 宇垣秀成         |
| トム・マシューズ中佐                                          | グレン・モーシャワー         | 辻親八                                | 水野龍司         |
| オスマン・アット                                              | ジョージ・ハリス             |                                       | 大友龍三郎       |
| フィリンビ                                                    | トレヴァ・エチエンヌ         | 廣田行生                              | 斎藤志郎         |
| ゲイリー・ハレル中佐                                          | ジェリコ・イヴァネク         | 谷昌樹                                | 後藤敦           |
| ジョー・クリッブス中佐                                        | スティーブン・フォード       | 仲野裕                                | 仲野裕           |
| マイク・カース特技兵                                          | ガブリエル・カソーズ         |                                       | 三宅健太         |
| ダニエル・ブッシュ一等軍曹                                    | リチャード・タイソン         | 遠藤純一                              | 羽多野渉         |
| ドノヴァン・ブライリー准尉                                    | パベル・ボーカン             | 滝知史                                |                  |
| ジェイミー・スミス伍長                                        | チャーリー・ホフハイマー     | 平川大輔                              | 河本邦弘         |
| エド・ユーレク二等軍曹                                        | トム・グアリー               | 江川大輔                              | 小野大輔         |
| ドミニク・ピラ三等軍曹                                        | ダニー・ホック               | 佐藤晴男                              |                  |
| 救難員ティモシー・A・ウィルキンソン                           | タイ・バーレル               |                                       | 小形満           |
| クース                                                        | ガブリエル・カソーズ         | 乃村健次                              |                  |
| ステファニー・シュガート（シュガートの妻）                    | ジャニーナ・ファシオ         | 杉本ゆう                              | 登場シーンカット |
|                                                               |                              |                                       |                  |
| 演出                                                          | 演出                         | 高橋剛                                | 小山悟           |
| 翻訳                                                          | 翻訳                         | 久保喜昭                              | 平田勝茂         |
| 調整                                                          | 調整                         | 高木創                                | 重光秀樹         |
| 録音スタジオ                                                  | 録音スタジオ                 | 東京テレビセンター                    |                  |
| 効果                                                          | 効果                         |                                       | リレーション     |
| 担当                                                          | 担当                         |                                       | 別府憲治         |
| 制作                                                          | 制作                         | ポニーキャニオン マイ・ディア・ライフ | HALF H・P STUDIO |

- テレビ東京版：初回放送2004年12月2日『木曜洋画劇場』（21:00 - 23:24）

※ 2020年1月24日発売の「ブラックホーク・ダウン TV吹替初収録特別版 4K Ultra HD+ブルーレイ」には、ソフト版に加えテレビ東京版の日本語吹き替えを収録。

## スタッフ
- 製作総指揮：ジェリー・ブラッカイマー
- 監督：リドリー・スコット
- 原作：マーク・ボウデン
- 文庫本：ブラックホーク・ダウン―アメリカ最強特殊部隊の戦闘記録　ISBN 4150502641（上）/ISBN 415050265X（下）
- 単行本：強襲部隊―米最強スペシャル・フォースの戦闘記録 ISBN 4152082569

## 評価
レビュー・アグリゲーターのRotten Tomatoesでは173件のレビューで支持率は77%、平均点は7.00/10となった。Metacriticでは33件のレビューを基に加重平均値が74/100となった。

## 作品解説
映画化に際し、原作者のマーク・ボウデン本人が脚本に参加。登場人物のカットや、複数の登場人物の要素を一人の映画キャラクターの要素に詰め込むなど多すぎる登場人物の整理が行われた。デュラント釈放の経緯やその後のソマリアの事情などの後日談なども大幅にカットされている。
撮影は、実際のモガディシュがいまだ政情不安のため、地形の似たモロッコで実施された。主人公エヴァーズマン二等軍曹のモデルとなったマット・エヴァーズマン退役曹長は、ロケ現場を見学してモガディシュの戦闘を思い出し、足のすくむ思いをしたという。
映画的な誇張が散見されるものの、基本的にはリアリティを求めた映像作りがなされている。米軍で戦前から使われる掛け声である「フゥーア」が随所に使われる。米軍兵士役の役者は撮影前に訓練を受けており、射撃姿勢や移動姿勢などで兵士としての練度の高さ、リアルさを描写している一方、民兵は銃の扱い方や射撃姿勢が雑であるなど表現が分けられている。
アメリカ軍の協力により、撮影には本物のナイトストーカーズのUH-60ブラックホークやMH/AH-6などの機材が使用された（軍のスケジュールの関係によりブラックホークが撮影できるかはギリギリまで判らず、リドリー・スコットなどスタッフは直前まで大いに気を揉んだという）。ヘリからファストロープ降下する場面なども、本物の兵士によるものが撮影された。

### カメオ出演
1993年に実際にこの作戦に従事して無事帰還したアーロン・A・ウィーバーというレンジャー隊員が居る。アーロンは補給任務に就いていたので原作の作戦参加将兵リストに記載されていないが、ブラックホーク墜落の報を受け現場へ救出に向かっている。映画の終盤でデルタ隊員にコーヒーを手渡す役という形でカメオ出演した。なお同氏は2004年のイラクのファルージャにおいて、ヘリでの移動中に撃墜されて死亡した。
元隊員達によるDVDオーディオコメンタリーによると、他にも元隊員のカメオ出演がある。「ディトマソ」と無線で呼ばれるチョーク班長、墜落現場へ急行するMH-6 リトルバード「スター41」のパイロット、再び出撃するストルッカー軍曹の車両隊に飛び乗る眼鏡をかけた隊員、ラストのスタジアムでコーヒーを手渡した隊員などである。
ラストで敵対地域を脱出し、停戦ライン（グリーン・ライン）を通り抜けて親米地域に入った米兵たちが住民の歓待を受けるシーンは、モノクロでスローモーションがかかり、まるで米兵たちの夢想であるかのような演出がなされるが、オーディオコメンタリーでは史実であったと述べられている。

### 原作・史実との相違点
- 登場する兵士のモデルになったアメリカ陸軍兵士ジョン・ステビンズは、2000年6月、12歳未満の少女（6歳の実の娘）を強姦した罪で懲役30年を言い渡され[7]服役となったが、軍はこの事実を隠すため原作者マーク・ボウデンにキャラクター名を変えるように圧力を掛けていた。その結果、役名が「ジョン・グライムズ」と変わっている。
ボウデンの自著では「変わった男だった。獣や狂人のように踊り回り戦っていた。」と名指しで描写されていた[8]。

- 装備の質でも将兵の錬度でもアイディード派民兵を上回り、劇中前半にてアイディード派の要人の身柄確保に成功したはずのアメリカ陸軍が、形勢が悪くなった背景も描写されている。「短時間で終わるはずの作戦が、長時間に及ぶ泥沼の市街地戦へと化した」展開について、劇中では「アメリカ陸軍内に、白昼の内に攻撃を仕掛けるのが危険だと訴える者がいるが、作戦が実行に移される」と、「アメリカ陸軍が駐屯基地から出撃する様子をアイディード派民兵が遠巻きに監視しており、携帯電話で仲間に連絡をする」というシーンがあり、数ではそれなりの規模を有する民兵側がアメリカ陸軍に対して素早くかつ的確に動いて苦戦を強いるに至った理由付けがされている。

- 劇中の米軍兵士のヘルメットには、その兵士の名前が書かれているが、当時も現在もアメリカ軍ではそのようなことを行っていない。その事実を指摘されつつもリドリー・スコットは、装備がほぼ同じで顔が隠れるヘルメットをかぶっている各兵士たちキャラクターを観客が見分けられやすいよう、ヘルメットに名前を書かせた。
- 特に映画冒頭、レンジャー部隊とデルタフォースの確執が描かれているが、実際にはデルタの隊員にはレンジャー出身の者も多く、そこまで大きな確執はなかった。